# 平岸霊園
座標: 北緯43度1分17秒 東経141度22分30秒 / 北緯43.02139度 東経141.37500度
平岸霊園（ひらぎしれいえん）は、北海道札幌市豊平区平岸に所在する霊園。札幌市が運営。

## 沿革
- 1941年（昭和16年） - 平岸霊園を開設。
- 1943年（昭和18年） - 平岸火葬場を開設。豊平村共同墓地（現：札幌市立八条中学校・北海道札幌市豊平区豊平8条13丁目2番地）内に所在した札幌共同火葬場（豊平火葬場）を移設[1]。
- 1984年（昭和59年） - 平岸火葬場を閉鎖。北海道札幌市清田区里塚里塚霊園内（札幌市里塚斎場）に移設。

## その他
- 栄誉市民平岸霊域には、札幌市栄誉市民となった人物が眠る。
- 火葬場跡地には、札幌市平岸プールが建設。
- 札幌市営地下鉄南北線南平岸駅の旧名称は、霊園前駅。

## 埋葬された著名人
- 橋本正治（第2代札幌市長）
- 高岡熊雄（第3代北海道帝国大学総長、農学者）
- 板垣武四（第7代札幌市長）
- 野呂栄太郎（マルクス経済学者、日本共産党委員長）

## 所在地
- 北海道札幌市豊平区平岸5条15丁目